# Parque nacional San Esteban
El Parque nacional San Esteban es un parque nacional de Venezuela, en la región central de la cordillera de la costa, tramo Occidental de la Serranía del Litoral. Al principio se concibió como extensión del parque nacional Henri Pittier. El lindero oriental de San Esteban colinda directamente con el lindero occidental del Henri Pittier. Ambos parques son áreas bajo administración especial por su alto valor ecológico. Este parque fue creado en 1987, con una extensión de 44.500 hectáreas, una precipitación anual de 1033 mm y temperatura promedio mensual de 25,1 °C.
El parque engloba áreas marinas y terrestres de los municipios Guacara, Naguanagua, Puerto Cabello y San Diego, ubicados dentro del Estado Carabobo, en la región centro-norte de Venezuela.

## Declaratoria
El 14 de enero de 1987 se declara el parque nacional “José Miguel Sanz”. Mediante reforma se cambia la denominación a parque nacional “San Esteban”.

## Historia
San Esteban fue un nombre obligatorio para los naturistas del siglo XIX, como Ferdinand Bellermann, Hermann Karsten, Carl Ferdinand Appun,  Wilhelm Sievers, Karl Moritz Schumann y Anton Goering, quienes se preocuparon y revisaron las referencias de Alexander von Humboldt -a pesar de que no visitó esas tierras- para profundizar y documentar en ilustraciones la historia de naturaleza venezolana. Desde 1987, el parque es considerado como una referencia indispensable en el ámbito internacional no solo por su flora, sino por su arquitectura colonial y republicana, además de su arte rupestre (petroglifos) incluyendo algunos iconos de la Historia de Venezuela como:
- Los petroglifos ubicados en el pueblo de San Esteban
- EL castillo de San Felipe, también conocido como el castillo del libertador
- El Fortín Solano
- El pueblo de San Esteban o San Esteban pueblo como se le conoce en la zona
- La casa del Prócer General Bartolomé Salom
- El Ecomuseo San Esteban, tiene como sede la Quinta Villa Vincencio, construida en 1894 por Luis Muñoz Tebar y perteneció al General Vincencio Pérez Soto, Gobernador de la Plaza de Puerto Cabello a finales del siglo XIX y principios del XX.
- El antiguo camino colonial llamado Camino de los Españoles (Camino de Carabobo originalmente) y que unía a las ciudades de Naguanagua y Valencia con el Mar Caribe
- El Puente Ojival en el Paso Hondo del Río San Esteban (Nombre original: Puente Paso Hondo) o conocido como Puente de los Españoles.
- El Camino indígena de la Sal entre Patanemo y Guacara
- La gran hacienda productora de café llamada Quinta Pimentel
- Las Aguas Termales de Las Trincheras, Municipio Naguanagua
- Playas como: playa Blanca, Quizandal,Waikiki Isla Larga y la Bahía de Patanemo.

Arrecifes coralinos de isla Larga
El Parque Arqueológico Piedra Pintada en el municipio de Guacara.
El recorrido histórico se inicia en el pueblo de San Esteban al sur de Puerto Cabello, continuando a orillas del río hacia la comunidad de Campanero, lugar de entrada al parque nacional a unos 20 minutos del pozo «El Coco» en dirección de la antigua toma de la compañía Hidrocentro. En la entrada del recorrido se requiere la identificación de los viajeros en la oficina de Inparques desde donde se adentra a la espesa selva del parque hasta el Puente Ojival (427 m s. n. m.). El camino sube unas dos horas después del puente.
En tránsito al puente Ojival se permite nadar en los pozos Los Negritos, El Paují y El Puente (280 m s. n. m.) que recolectan las aguas del Río Esteban. Si se está atento se escucha el cantar del pájaro conocido en la zona como «campanero», cuyo sonido es similar al de una campana. Con suerte se pueden ver araguatos, dantas, lapas y venados. Es este camino hasta el Puente Ojival que está adornado de los iconos de la ruta usada por los españoles hasta la capital del Estado Carabobo
Guía: 0412-141-84-34.

## Desafíos
El parque nacional San Esteban está ubicado a poca distancia de Naguanagua, y la zona por donde se accede a éste es el camino de los Españoles reconocido por su alta peligrosidad, por lo que se recomienda ir en grupos numerosos de acompañantes. El parque también es centro de una de las mayores presiones de caza deportiva ilegal durante todo el año al compararla con otros parques nacionales de Venezuela. La sobreexplotación de recursos pesqueros e incendios son también problemas que enfrenta el equipo de trabajo muy bien integrado y respaldado política e institucionalmente desde su creación.

## Flora
La vegetación está caracterizada por bosques tropófilos basimontanos, caducifolios entre los 0-400 m s. n. m., y bosques ombrófilos semicaducifolios y subsiempreverdes entre los 400-1200 m s. n. m.
El territorio del parque San Esteban es de singular belleza, conformado por diferentes paisajes; selvas nubladas, costas e islas, por lo tanto presenta una vegetación rica y variada donde se pueden observar lugares xerófilos y sabanas. En las costas abundan los manglares, hacia el sur se pueden apreciar cardones y espinares. La fauna en el parque está asociada a los tipos de vegetación y a las características geográficas del área.
Un estudio demostró que el Río Cabriales, que corre por las faldas del parque nacional San Esteban tiene varias especies de hifomicetes acuáticos, incluyendo Camposporium antennatum, Phalangispora constrica y Scorpiosporium chae-tocladium. El Río Cúpira, también en los límites del parque, no presenta especies únicas de estos hongos.

## Fauna

### Avifauna
En el Parque se hallan aves como el Campanero (Procnias averano), Paují Copete Piedra (Pauxi pauxi), Paují de Copete (Crax daubentoni), Conoto Negro (Psarocolius decumanus), Arrendajo Común (Casicus cela), Tordo Negro (Quiscalus lugubris), Guacharaca (Ortalis ruficauda), Chicuaco Enmascarado (Nyctanassa violacea), Cotorra Cabeciazul (Pionus menstruus), Loro Real (Amazona ochrocephala), Perico Carasucia (Aratinga pertinax), Piscua (Piaya cayana), Querrequerre (Cyanocorax yncas), Sorocuá Enmascarado (Trogón personatus), Pico e Frasco (Aulacorhynchus prasinus) y el Chlorostilbon alice. En la costa se ven los Pelecanus occidentalis y la Fregata magnificens.

### Mamíferos
Entre los mamíferos del parque se encuentran el Puma (Felis concolor, en peligro de extinción), Danta (Tapirus terrestris), Báquiro (Tayassu pecari), Venado Matacán (Mazama americana), Lapa (Agouti paca), Perro de Monte (Speothos venaticus), Yaguar (Panthera onca), Cachicamo (Dasypus sabanicola), Guachi (Nasua nasua).

### Peces Marinos
Pez Angel (Holacanthus ciliaris), Cirujano (Acanthurus chirurgus), Barracuda (Sphyraena barracuda), Pargo Caballo (Lutjanus joco), Pargo Gris (Lujtanus griseus), Damisela (Microspathodon chrysurus), Pez Loro (Scarus vetula), Candil (Holocentrus rufus), Pez Piedra (Scorpaena Plumieri), Pez Trompeta (Aulostomus maculatus) y Morena (Gymnothorax moringa).

### Serpientes
Hay numerosas serpientes. Entre estas se encuentran las mapanares como la tigra mariposa (Bothrops venezuelensis), la viejita (Bothrops medusa), la Bothrops atrox y la Bothrops colombiensis. Además, hay corales como la Micrurus sp. y Micrurus mipartitus semipartitus.
Entre las serpientes no venenosas se encuentran las siguientes:
- Tragavenado (Boa constrictor),
- Cazadora negra (Clelia clelia)
- Tigra cazadora (Spilotes pullatus pullatus)
- Sapa (Umbrivaga mertensi)
- Reinita (Leimadophis zweifeli)
- Cazadora (Rhadinaea williamsi)

### Insectos
Las bromelias sirven como un claro ejemplo de plantas con alta complejidad estructural y persistencia de hábitat que sustentan comunidades complejas de insectos acuáticos, particularmente de mosquitos (Diptera, Culicidae). Entre estos mosquitos, las hembras de varias especies son vectores en la transmisión de enfermedades como malaria, fiebre amarilla, dengue, filariasis, entre otras.

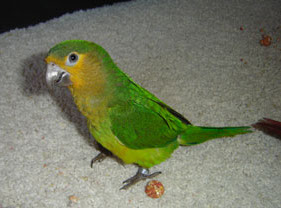
Aratinga pertinax
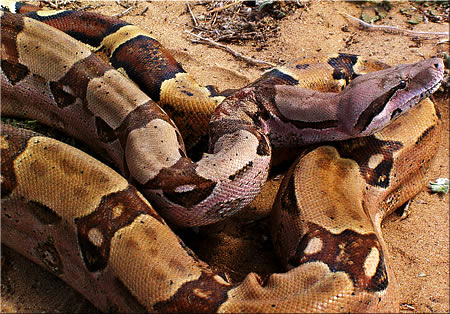
Boa constrictor
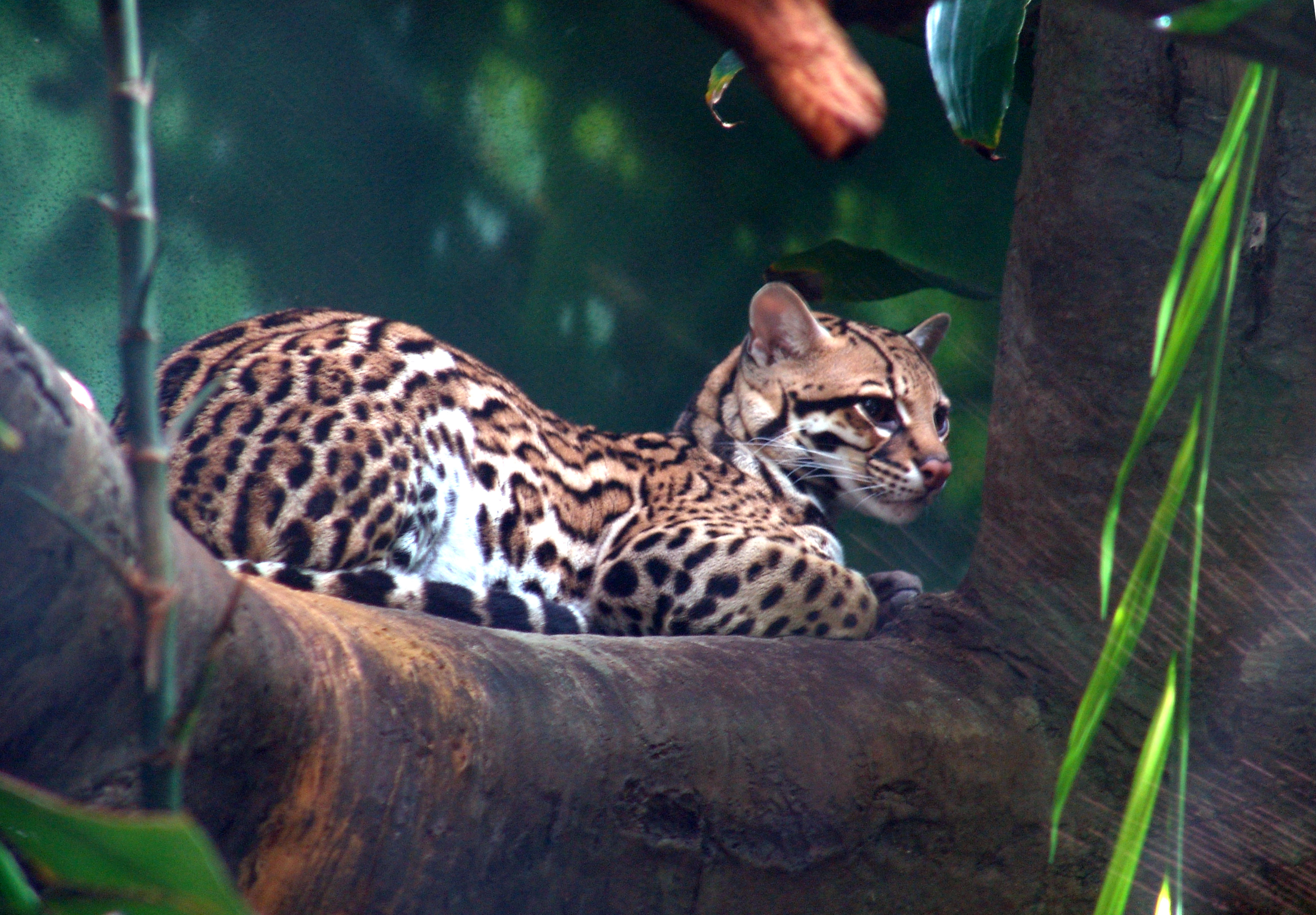
Ozelot
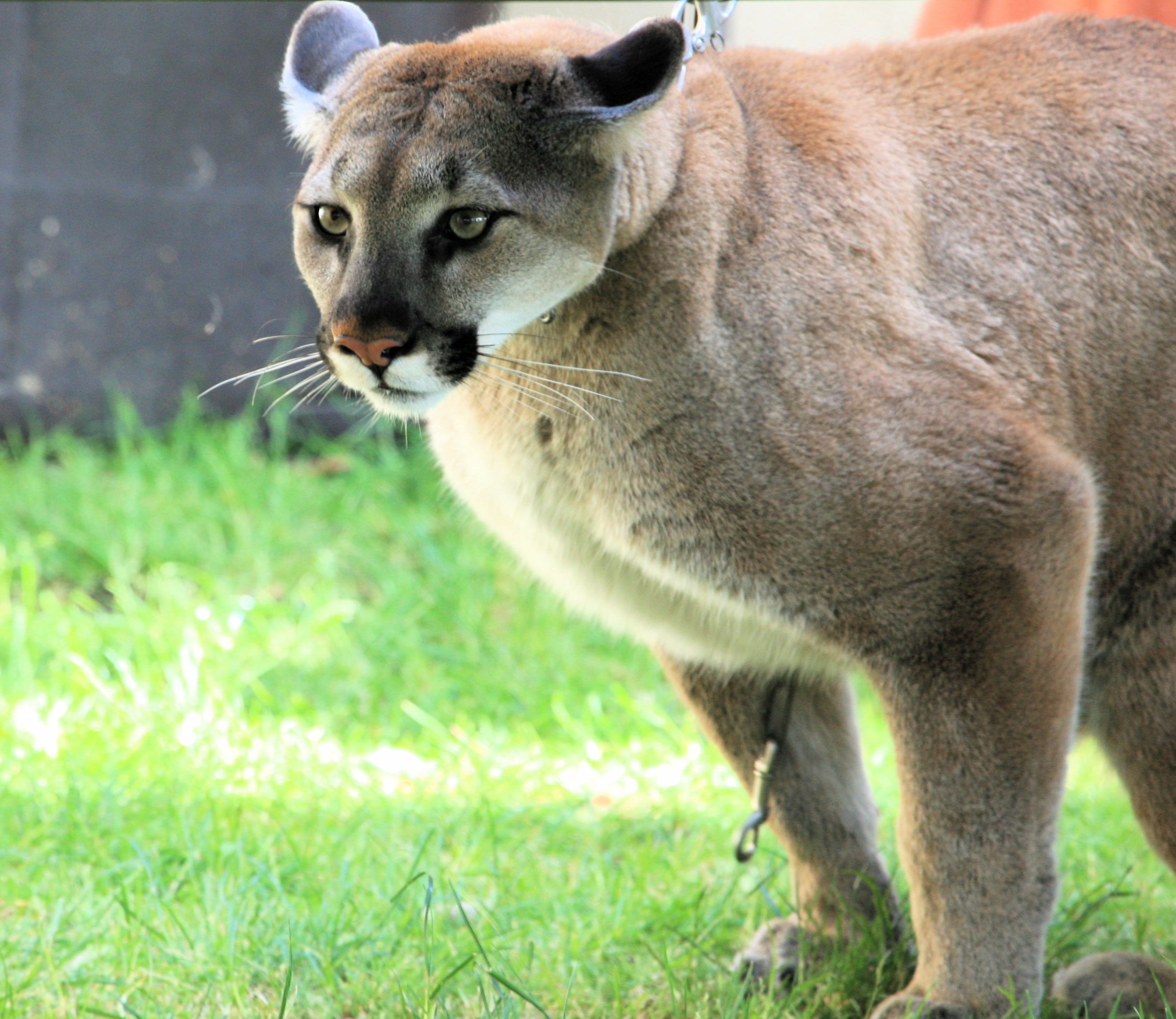
Puma